# Fiolstræde

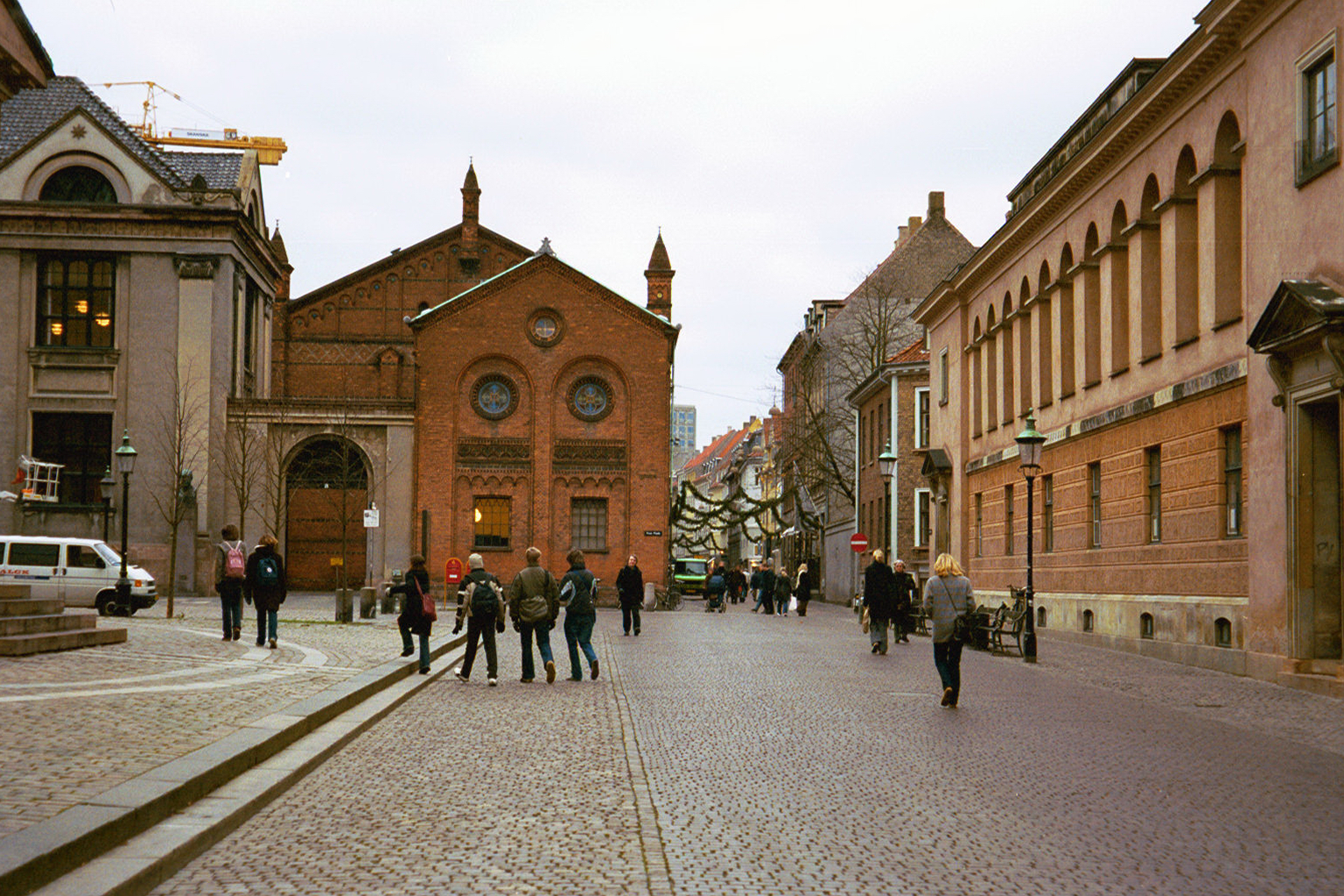
La rue Fiolstræde et la bibliothèque universitaire de Copenhague.

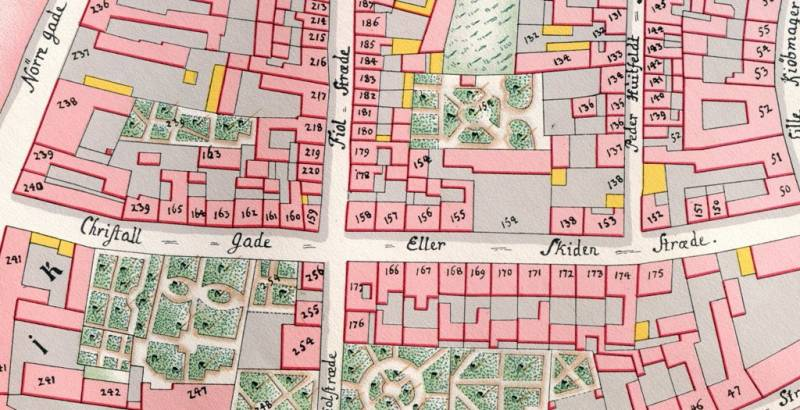
Plan du quartier situé autour de Fiolstræde.

Fiolstræde est une rue piétonne située dans le centre-ville historique de Indre By à Copenhague.

## Situation et accès
La rue Fiolstræde est une rue piétonne commerçante de Copenhaguet située juste à l'arrière de la cathédrale de Copenhague dans le quartier latin de Copenhague. Elle communique par un passage couvert à la principale rue piétonne de la capitale Strøget et aboutit sur la Nørre Voldgade et à la station du métro de Copenhague de Nørreport Station, la plus fréquentée de la communauté urbaine de Copenhague. Enfin elle coupe la rue Krystalgade à la hauteur du bâtiment de la bibliothèque universitaire de Copenhague.

## Origine du nom
La zone le long de la rue était jusqu'au XVIIe siècle dominée par des espaces verts et le nom fait plus probablement référence à la fleur violette (en danois : viol) plutôt qu'au violon (en danois : Fiol). La section de Nørre Voldgade à Krystalgade s'appelait à l'origine Store Fiolstræde (Grande ruelle violette) tandis que la section de Krystalgade à Skindergade s'appelait Lille Fiolstræde (Petite ruelle violette).

## Bâtiments remarquables et lieux de mémoire

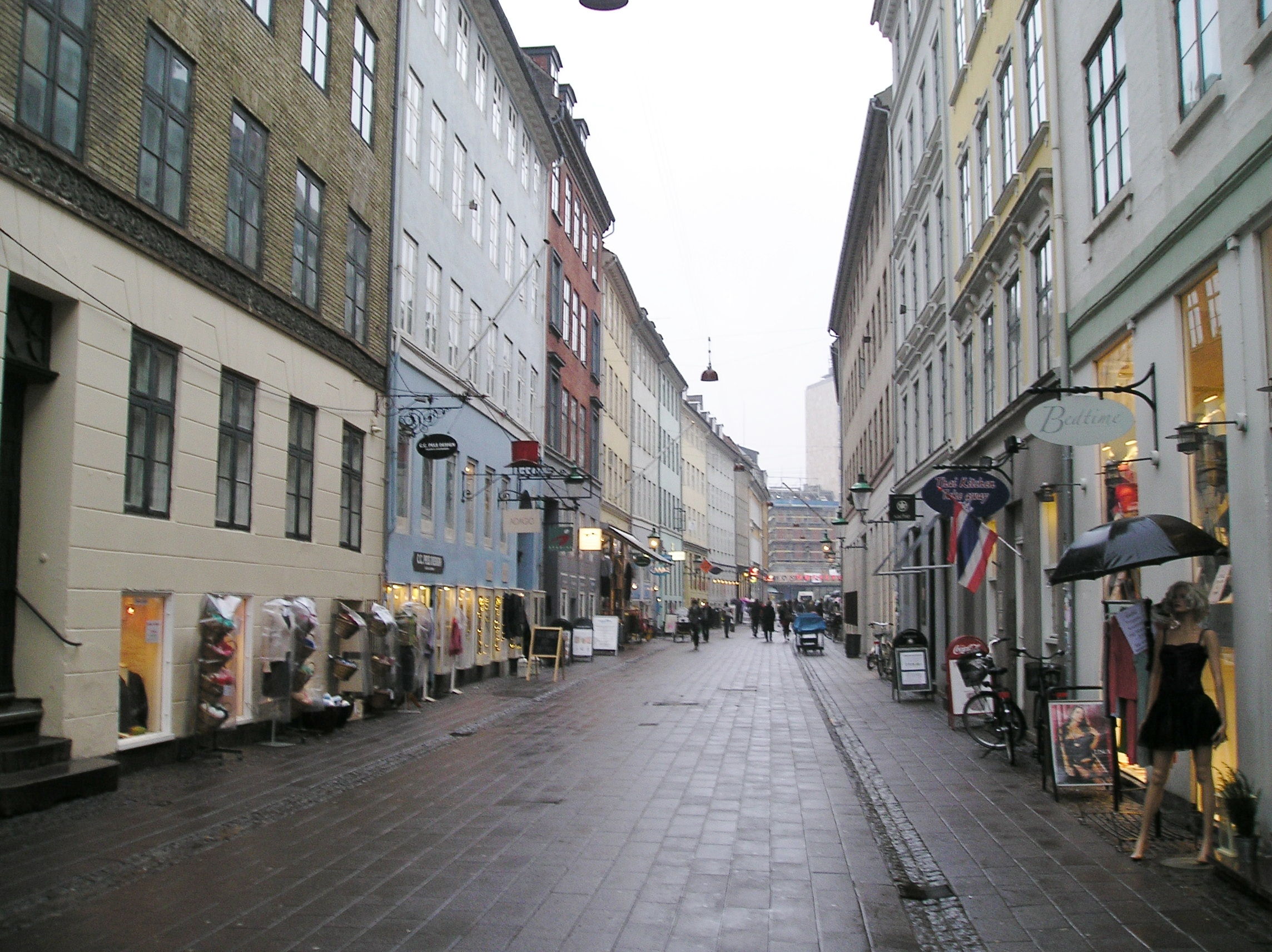
Perspective de la rue Fiolstræde.
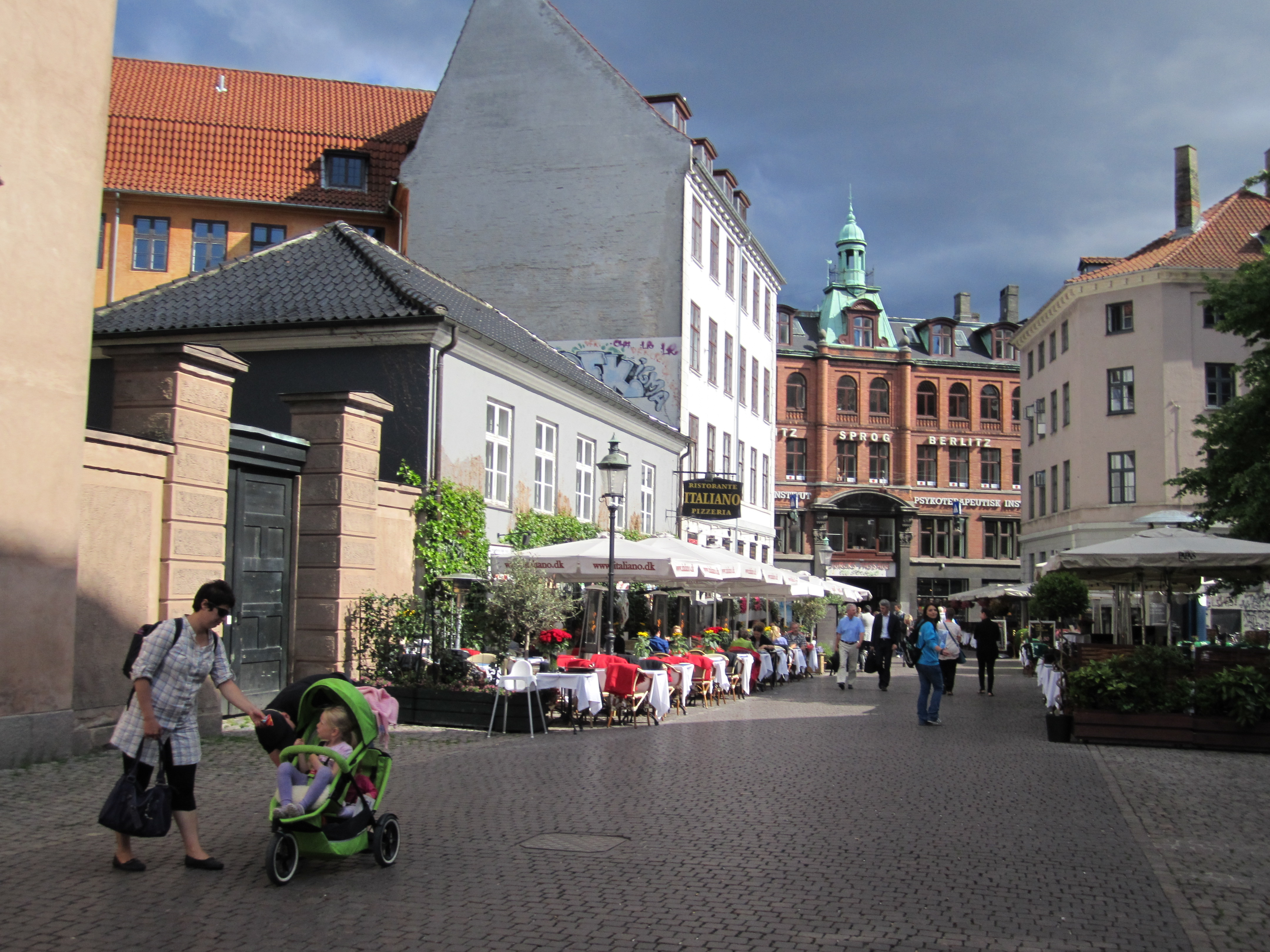
Vue partielle de la rue Fiolstræde.
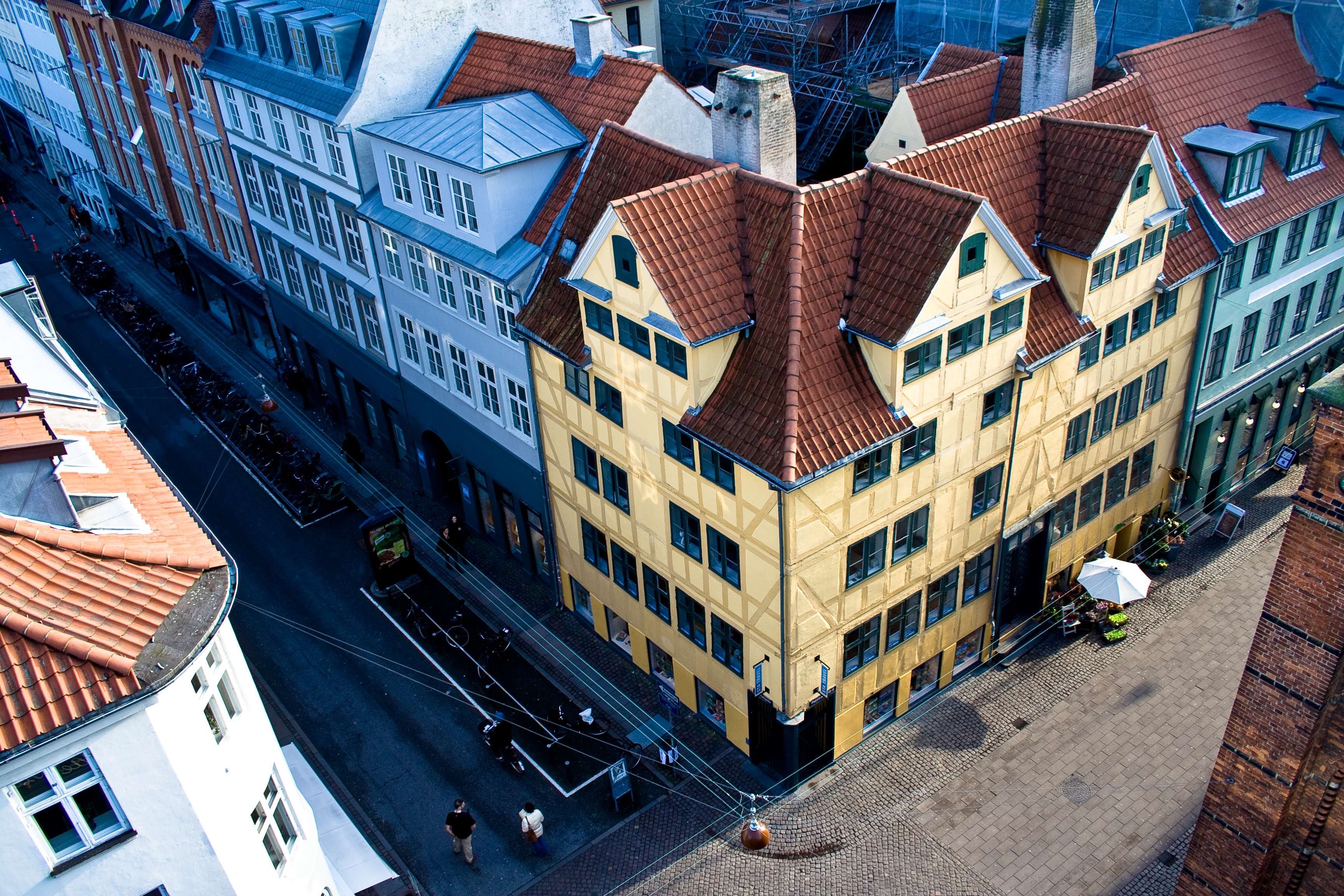
Angle des rues Fiolstræde et Krystalgade.